# La Guerre des tuques
Pour plus de détails, voir Fiche technique et Distribution.
La Guerre des tuques est une comédie dramatique québécoise réalisée par André Melançon et sortie en 1984. Le film est le premier de la série de films pour enfants Contes pour tous, créé par Les Productions La Fête. Ce film a été distribué dans plus de 125 pays.

## Synopsis
C'est le congé des Fêtes qui commence. Luc Chicoine a apporté pour le dernier jour le clairon militaire de son grand-père, et ses camarades se moquent de son air martial. En revenant de l'école, Luc propose de passer leurs vacances à jouer à la guerre, avec un butin qui sera partagé par les vainqueurs. Il réunit les garçons dans la grange où ils conservent leurs "armes", et met sur papier les règles de la guerre :
- les ennemis ne se parlent plus des vacances, sauf pour s'envoyer des vacheries ;
- la guerre commence au petit matin et s'arrête à la nuit tombante, durant toutes les vacances d'hiver ;
- les moins nombreux vont construire un fort, et l'équipe qui sera dans le fort à la fin des vacances aura gagné.

Les jeunes sont ensuite séparés en deux équipes, mais, à la suite d'une suggestion de Pierre, l'autre leader, chacun choisit son camp : Jean-Louis Lapierre et François « Les lunettes » dans l'équipe de Pierre, les jumeaux Leroux (Georges et Henry), Chabot, Ti-Jacques (puis sa sœur France), Maranda, Lagacé font partie quant à eux de l'équipe de Luc. Pierre et ses compères, désavantagés dès le départ, décident de ne pas jouer à la guerre, mais changeront d'idée sur les conseils de Sophie Tremblay, la nouvelle voisine de Pierre, qui se joint à eux, ainsi que sa sœur Lucie. Ti-Guy La Lune, le pacifique, ainsi que son cousin Daniel Blanchette de Victoriaville restent en dehors de cette guerre. 
Pierre a également d'autres soucis que la guerre. Sa chienne Cléo est malade, et ses parents ne veulent plus qu'elle reste dans la maison parce qu'elle urine partout et qu'elle grogne maintenant après les gens. Quant à Luc, surnommé par Sophie "le boss des bécosses", il a du mal à concilier son rôle de chef et son attirance pour sa nouvelle voisine, attirance d'ailleurs réciproque. La guerre des tuques est lancée, et l'assaut final a lieu le dernier jour des vacances. Mais c'est Cléo qui en est la victime, ensevelie par l'éboulement du fort. Les enfants l'enterreront dans la grange, à la place de leurs armes ; avec elle est enterrée le cordon du   clairon de Luc.
Pierre et ses équipiers, bientôt rejoints par Luc et Sophie, retournent au fort, qu'ils détruisent.

## Fiche technique
- Titre original : La Guerre des tuques
- Titre anglais : The Dog Who Stopped the War
- Réalisation : André Melançon
- Scénario et idée originale : Roger Cantin et Danyèle Patenaude
- Musique originale: Germain Gauthier
- Chanson-thème : L'Amour a pris son temps interprétée par Nathalie Simard
- Paroles de la chanson-thème : Robert Léger, Danièle Faubert
- Direction artistique : Violette Daneau
- Costumes : Huguette Gagné
- Maquillage et coiffure : Diane Simard
- Photographie : François Protat
- Son : Serge Beauchemin, Claude Langlois, Louise Côté
- Montage : André Corriveau
- Production : Rock Demers, Nicole Robert
- Société de production : Les Productions La Fête
- Sociétés de distribution : Cinéma Plus Distribution
- Budget : 1 340 000 $
- Pays d'origine :  Canada
- Langue originale : français
- Lieux de tournage : Baie-Saint-Paul et Saint-Urbain (Québec)
- Durée du tournage : 28 février au 7 avril 1984
- Format : couleur, 35mm, format d'image 1.85 : 1
- Genre : comédie dramatique, film pour enfants
- Durée : 92 minutes
- Dates de sortie :
  - Canada : 
    - 3 octobre 1984 (première au cinéma Place du Canada à Montréal)
    - 5 octobre 1984 (sortie en salle au Québec)
    - décembre 2001  (DVD)

  - France : avril 1985  (Festival international du cinéma jeune public de Laon)
  - États-Unis : 25 octobre 1985
- Classification :
  - Québec : Visa général[2]

## Distribution
- Cédric Jourde : Luc Chicoine
- Maripierre A. D'Amour : Sophie Tremblay
- Julien Elie : Pierre
- Minh Vu Duc : François « Les Lunettes »
- Maryse Cartwright : Lucie Tremblay
- Luc Boucher : Ti-Jacques
- Nathalie Gagnon : France
- Olivier Monette : Jean-Louis Lapierre
- Mario et Gilbert Monette : les jumeaux Leroux
- Patrick St-Pierre (Patrick Periz) : Daniel Blanchette de Victoriaville
- Mathieu Savard : Ti-Guy La Lune
- Jean-François Leblanc : Chabot
- Steve Savage : Maranda
- Carlos Da Costa : Lagacé
- François Gratton : le petit frère de François
- Lucy : Cléo, la chienne
- Julie Martel : Julie
- Christine Dufort : Christine
- Hélène Arseneau : Mme Tremblay, mère de Sophie et Lucie
- France Bouchard Lavoie : mère de Pierre
- Jean Guérin : père de Pierre
- Madeleine Villeneuve Bouchard : institutrice
- Lina Leblanc : Mme Sirois
- Fernande Bouchard : Mme Maranda
- France Panneton : directrice de la chorale

## Distinctions
La Guerre des tuques a remporté deux prix Génie en 1985 ;
- Prix Bobine d'Or pour le film ayant obtenu le plus de recettes (p. B-1)[3] ;
- Génie du meilleur montage[4]

Il a été nommé pour cinq autres prix Génie la même année (p. B-3) :
- Génie de la meilleure conception des costumes
- Génie du meilleur son
- Génie du meilleur montage sonore
- Génie du meilleur film
- Génie de la meilleure chanson originale pour L'amour a pris son temps.

Le film a également remporté quelques autres trophées :
- Grand prix du festival au IIIe Festival du cinéma jeune public de Laon
- Palme d'Or au XIVe festival international de Moscou
- Grand prix du public au IIe festival international de films pour enfants de Chicago[5].
- Grand Prix Hydro-Québec au Festival du cinéma international en Abitibi-Témiscamingue.

## Autour du film
- La Guerre des tuques a été l'un des plus grands succès populaires du cinéma québécois des années 1980. Il est aujourd'hui considéré comme un film culte auprès des jeunes de cette génération.
- Il a été tourné à Baie-Saint-Paul[6], pour les scènes du village, et à Saint-Urbain[1], pour les scènes du château fort et de la forêt.
- L'album du film a remporté le Félix du meilleur album pour enfants en 1985 et a été remis à Nathalie Simard[7].
- Bien que quelques maisons observées dans le film soient devenues des gîtes touristiques et que la ville de Baie-Saint-Paul soit devenue aujourd’hui une destination touristique prisée en raison de son cachet unique, les lieux de tournage sont encore tels qu’ils étaient en 1984 lors du tournage du film.
- Des activités ont été organisées en 2009 pour commémorer les 25 ans de la sortie du film. Il y a notamment eu une gigantesque bataille de balles de neige et une projection en plein-air du film à Montréal, à laquelle le producteur, Rock Demers, et quelques acteurs du film ont assisté.
- Un documentaire intitulé La Guerre des tuques... au fil du temps, réunissant les acteurs, les actrices et autres artisans du film 25 ans plus tard, a été présenté à Super Écran en octobre 2009.
- Hélène Arseneau est la mère de Maripierre A. D'Amour (Sophie Tremblay) dans le film et dans la vraie vie.
- Quand apparaît la forteresse de neige pour la première fois dans le film, soit au cours du premier assaut de l'armée de Luc, on remarque que le fort est inachevé : il est seulement décoré d'une porte (qui est posée sur les remparts) et aucun créneau n'a été posé. On le revoit ensuite entièrement décoré et fortifié le soir suivant, lorsque Sophie et Luc se rencontrent incognito.
- Contrairement à ce que certaines personnes prétendent, la chienne Cléo n'a jamais été tuée réellement. Lors de l'inhumation, la chienne ensevelie est remplacée par un animal en peluche.
- Les scènes du film prenant place chez les parents de Pierre ont été filmées au 2, rue Leblanc, à Baie-Saint-Paul.
- La Forteresse suspendue est la suite de ce film. On y retrouve les personnages de Sophie Tremblay et Luc Chicoine[8] ainsi quelques références au premier film.
- Un court-métrage souvenir de Sébastien Godron a été tourné pour l'événement Kino Kabaret 2012 mettant en vedette Maripierre A.D'Amour, Cédric Jourde ainsi que pour la dernière fois à l'écran, André Melançon.

## Erreurs
- Lors de la première attaque, avant leur arrivée au fort, les jumeaux Leroux, qui sont dans l'équipe de Luc (accompagné de la bande) portent leurs casques de hockey jaunes (avec des grilles faciales) et dès l'assaut, on les retrouve coiffés de leurs tuques.

## Adaptations

### Adaptation théâtrale
À l'hiver 2013, une version théâtrale est créée par le Théâtre Sous Zéro et présentée au Musée national des Beaux-Arts du Québec. Écrite et mise en scène par Fabien Cloutier, l'adaptation se joue avec neuf comédiens à l'extérieur dans la neige et le froid pendant que les spectateurs, assis bien au chaud, regardent la pièce par une large fenestration. L'événement est un succès.

### Film d'animation
En 2015, une nouvelle version du film en « animation 3D » est sorti en salles.